# Red Solidaria
Die Red Solidaria (span.: solidarisches Netzwerk) ist eine internationale Wohlfahrts- und Entwicklungshilfeorganisation mit Schwerpunkt Südamerika, die ihren Ursprung 1995 in Argentinien hat. Sie fungiert als Vermittler zwischen verschiedenen Organisationen und Einzelpersonen, um Projekte zu erarbeiten und dadurch soziale Probleme abzumildern.
Anders als die meisten anderen Organisationen dieser Art ist die Red Solidaria nicht auf ein spezifisches Problemfeld spezialisiert. Die Initiativen gehen vielmehr von Einzelpersonen und Organisationen aus, die von ihr in der Logistik unterstützt werden, insbesondere der Vermittlung zwischen Bedürftigen und Hilfswilligen.

## Geschichte
Gegründet wurde die Organisation 1995 vom Tierarzt Juan Carr in der Provinz Buenos Aires. Nach eigenen Angaben war er durch seinen Beruf mit den Missständen in den ländlichen Gebieten Argentiniens in Kontakt getreten. Zunächst als rein privates Projekt mit seiner Ehefrau und drei Freunden entstanden, entwickelte sich die Red Solidaria in der zweiten Hälfte der 1990er Jahre zu einer der führenden Nichtregierungsorganisationen des Landes. Gegen Ende des Jahrzehnts wurden die Aktivitäten auf die Nachbarländer ausgedehnt sowie Kontakte zu sozialen Netzwerken in den USA und Europa aufgebaut. So entstand etwa eines der bekanntesten Projekte der Red Solidaria, Missing Children, in Kooperation mit einem US-Projekt. Die internationale Abteilung wurde Red Solidaria Global genannt.
Carr ist heute lateinamerikanischer Leiter der Aktivitäten der Red Solidaria. Im Januar 2008 wurde die Red Solidaria von der UNESCO für den Friedensnobelpreis vorgeschlagen.

## Organisation
Die Red Solidaria arbeitet mit etwa 300 parallel arbeitenden Organisationen zusammen. Sie kümmert sich um die Koordination der Projekte untereinander und unterhält eine Hotline, um solidarische Anbieter von Waren (z. B. Kleidern und Nahrungsmitteln) sowie Bedürftige zusammenzubringen.

## Projekte
Die Projekte werden zum Teil aus einer Ideendatenbank namens Ideas de la Red Solidaria, gewonnen, an der sich jeder Interessierte beteiligen kann.

### Clasificados Solidarios
Gemeinsam mit der Stiftung der Zeitung La Nación bietet die Red Solidaria einen solidarischen Kleinanzeigenservice an. Dieser ist für Nichtregierungsorganisationen und Privatleute kostenlos und wird jeden Tag in der Zeitung sowie im Internet publiziert. Das Ziel ist die Herstellung von Kontakten zwischen NGOs und bedürftigen Personen.

### Departamento de Transformación de la Realidad (DTR)
Das Departamento de Transformación de la Realidad (DTR, Department zur Veränderung der Realität) ist eine von der Red Solidaria initiierte Plattform, die sich um die Umsetzung konkreter Sozialprojekte kümmert. Das Spektrum der Aktivitäten ist weitgefächert und umfasst Projekte in den Bereichen Bildung und Gesundheit, für die Fundraising betrieben wird.
Das DTR erarbeitet seine Projekte in vier Phasen:
- Detektion der sogenannten Zentren zur Realitätsveränderung. Dies sind Problemschwerpunkte, bei denen ein Projekt für sinnvoll angesehen wird. Mit den Betroffenen wird Kontakt aufgenommen.
- Kommunikation: Das DTR bietet eine Plattform für den Austausch mit potenziellen Helfern sowie die Bekanntmachung des neuen Projekts.
- Logistik: Es wird dabei geholfen, eine Logistikstruktur aufzubauen und so mit anderen Organisationen zusammenzuarbeiten.
- In der letzten Etappe, der sogenannten etapa de dignificación (etwa: Etappe der Erhöhung der Lebensqualität) wird das konkrete Projekt vorangetrieben und so die sozialen Nöte gelindert.

### NUTRIR-Programm
Das NUTRIR-Programm (von span. nutrir, ernähren) hat sich die Bekämpfung der Unterernährung von Kindern in Argentinien zum Ziel gesetzt. Dabei wird zwischen lokalen Organisationen und landesweiten Trägern kooperiert.

### Chicos Perdidos / Missing Children
Chicos Perdidos, bekannt als Missing Children, entstand 1999 in Kooperation mit der US-amerikanischen Organisation International Center for Missing and Exploited Children (ICMEC) und hat als Ziel das Wiederauffinden von verlorenen Kindern. Missing Children schaltet landesweite Anzeigen in Massenmedien, um dadurch Kontakt zwischen Eltern und Kindern herzustellen, und konnte dadurch bereits mehrere hundert Familien zusammenführen.

### Agencia de Prensa Humanitaria (APH)
Die APH ist eine soziale Presseagentur. Sie ist als dezentrales Informationsnetz organisiert und leitet Nachrichten aus Problembereichen der Gesellschaft an die Massenmedien weiter, um Aufmerksamkeit in der öffentlichen Meinung zu erregen. Sie arbeitet konkret in den Bereichen Bildung, Arbeit, Wohnraum, Gesundheit, indigene Völker, verlorene Kinder, Gewalt und Umwelt.